# Uitgeverij Heideland

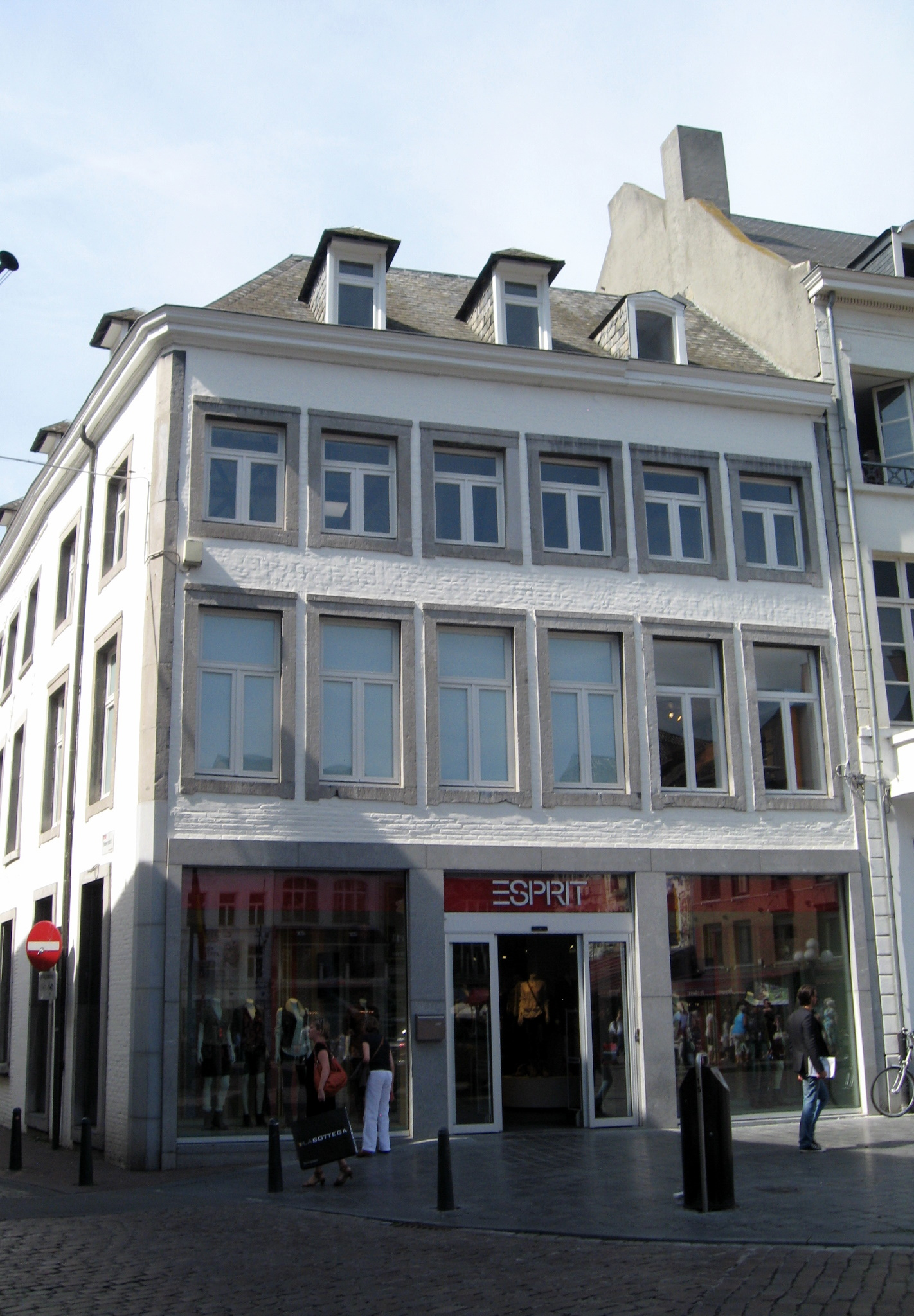
Het pand op de Hasseltse Grote Markt waar boekhandel Heideland van 1946 tot 1987 gevestigd was

Uitgeverij Heideland was van 1945 tot 1987 een uitgeverij met boekhandel in de Belgisch stad Hasselt.

## Geschiedenis

### Katholieke uitgeverij
Uitgeverij Heideland startte in 1945 als project van enkele (oud-)seminaristen te Beringen. Eind 1946 werd een pand, de voormalige boekhandel Ceysens van de gelijknamige drukkers- en uitgeversfamilie, aangekocht op de Grote Markt van Hasselt, waar de uitgeverij dan definitief haar intrek nam. Het bisdom Luik stond onder impuls van de latere bisschop van het jonge bisdom Limburg, Jozef Maria Heusschen, garant voor een aantal financiële verplichtingen. Ondanks deze herkomst zal Heideland in de latere jaren zeker en vast ook andersdenkende auteurs uitgeven en uitgroeien tot een bij momenten toonaangevende uitgeverij.

### Lou Nagels
Erg vroeg al trad de figuur van Lou Nagels op de voorgrond. Als seminarist verzaakte hij aan zijn roeping als priester en werd volwaardig uitgever. Nagels leidde gedurende enkele decennia met veel creativiteit en gedrevenheid de uitgeverij. De complexe man was visionair op het vlak van uitgaven doch op financieel vlak misschien niet altijd even realistisch. Ondanks een aantal belangrijke successen ging zijn uitgeverij in 1987 in faling met grote persoonlijke consequenties voor Nagels zelf.
Het Larousse-project van Heideland vergde enorm veel financiële middelen waardoor Heideland genoodzaakt was om te gaan samenwerken met andere partners. De fusie met uitgeverij Orbis vond plaats en Heideland ging verder als Heideland-Orbis.
In 1975 nam Kluwer de uitgeverij en het Larousse-project over. Lou Nagels ging opnieuw verder met een afzonderlijke uitgeverij en boekhandel Heideland.
De ambitie om nu ook een Nederlandstalige versie van de Encyclopædia Britannica uit te geven en het krimpende uitgeverijenlandschap werden Heideland fataal. In 1987 gingen de uitgeverij en de boekhandel in faling.
Het archief van Uitgeverij Heideland bevindt zich in de Bibliotheek Hasselt Limburg.

## Uitgaven
Uitgeverij Heideland werd vooral erg bekend met de uitgave van een aantal erg succesvolle reeksen zoals :
- Het Pantheon der Nobelprijswinnaars
- De Vlaamse Pockets
- De Grote Nederlandse Larousse Encyclopedie